# Międzynarodowa Liga Nauczycieli Esperantystów
Międzynarodowa Liga Nauczycieli Esperantystów (esperanto Internacia Ligo de Esperantistaj Instruistoj, ILEI) – organizacja pozarządowa powołana do życia w 1949 roku. Międzynarodowe stowarzyszenie nauczycieli języka esperanto z siedzibą w Rotterdamie.

## Opis

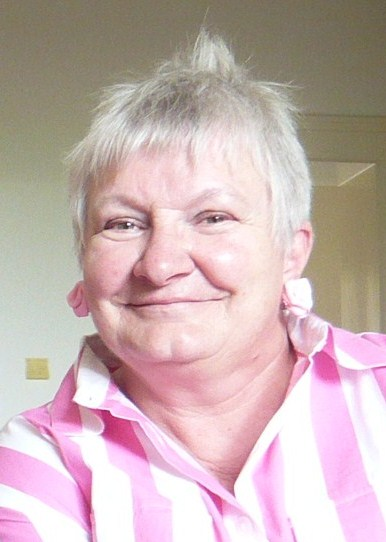
Mireille Grosjean, 2009

Międzynarodowa Liga Nauczycieli Esperantystów założona została 12 sierpnia 1949 roku w Bournemouth w Wielkiej Brytanii. Obecnie siedziba znajduje się w Rotterdamie, w Holandii. Przed II wojną światową istniała organizacja Tutmonda Asocio de Geinstruistoj Esperantistaj (TAGE), założona w 1924 roku, podczas 16. Światowego Kongresu Esperanto w Wiedniu, która dała początek ILEI. Pierwszym prezydentem założycielem była Violet C. Nixon z Wielkiej Brytanii, po sześćdziesięciu latach drugą kobietą prezydentem ILEI została w 2013 roku Mireille Grosjean ze Szwajcarii. ILEI w 1990 roku przystąpiło do Universala Esperanto-Asocio.
Oficjalnym organem ILEI jest pismo „Internacia Pedagogia Revuo” wydawane co najmniej trzy razy w roku. Liga wydaje także międzynarodowy magazyn esperanto dla uczniów i początkujących „Juna Amiko”.

## Struktura

### Zarząd
Skład zarządu na lata 2018–2021:
- Prezydent Mireille Grosjean, Szwajcaria
- Sekretarz Elena Nadikowa, Rosja
- Członek rady ds. finansowych William Harris, USA
- Zastępca dyrektora finansowego Karine Arakeljan, Armenia
- Członek zarządu Ivan Colling, Brazylia
- Członek zarządu Jung Yuro, Japonia
- Członek zarządu Radojica Petrović, Serbia

### Prezydencja
Od 1972 roku prezydencję sprawowali:
- 1972–1985 – Helmut Sonnabend[8][9]
- 1985–1987 – István Szerdahelyi[9]
- 1988–1991 – Edward Symoens[10]
- 1991–1993 – Stefan MacGill[9]
- 1993–1998 – Duncan Charters[10]
- 1998–2003 – Mauro La Torre[11]
- 2003–2009 – Radojica Petrović[12]
- 2009–2013 – Stefan MacGill[12]

### Komitet
Najwyższym organem Ligi jest komitet. Spotyka się raz w roku na konferencji. Przez cały rok podejmuje decyzje poprzez głosowanie online, które zostało wprowadzone w kwietniu 2011 roku. Oddziały krajowe powołują członków komitetu, na trzyletnią kadencję, proporcjonalnie do ich składu: 5–14 członków jest uprawnionych do jednego członka komitetu, 15–34 dwóch, 35–49 trzech i 50–99 czterech. Członkowie zarządu automatycznie stają się członkami komitetu.
ILEI posiada 43 oddziały na całym świecie, z których na dzień 9 stycznia 2019, wyłonionych zostało 64 członków komitetu. Polskę reprezentują: prezes polskiego oddziału Ligi Magdalena Tatara i przewodniczący Polskiego Związku Esperantystów Robert Kamiński.

## Cele
Aktualny statut ILEI został zatwierdzony podczas 44. Konferencji ILEI w Kopenhadze w lipcu 2011 roku. Określa on m.in. główne cele organizacji:
- wychowanie w szacunku dla człowieka i w szacunku dla życia i natury,
- promowanie wzajemnego zrozumienia między narodami.

Cele realizowane są poprzez wytyczone zadania:
- jednoczenie nauczycieli esperanto i pedagogów na całym świecie w celu wprowadzenia esperanto we wszystkich szkołach,
- badanie i analizowanie problemów pedagogicznych w nauczaniu języka esperanto,
- inicjowanie, organizowanie i wspieranie badań naukowych dotyczących nauczania języków,
- organizowanie pola wymiany doświadczeń nauk pedagogicznych i praktyki na rzecz poprawy nauczania języków, zwłaszcza esperanto,
- organizowanie różnych wydarzeń międzynarodowych w celu wzajemnego zrozumienia poprzez język międzynarodowy,
- organizowanie konferencji i warsztatów pedagogicznych,
- organizowanie międzynarodowych egzaminów z umiejętności stosowania i nauczania esperanto,
- współpraca z agencjami rządowymi i edukacyjnymi oraz innymi organizacjami, których cele są zgodne z ILEI
- publikacja informacji i komunikatów.